# Digimon Adventure: Bokura no War Game!
Digimon Adventure: Bokura no War Game! (jap. デジモンアドベンチャー　ぼくらのウォーゲーム, dt. „Digimon Abenteuer: Unser Kriegsspiel!“) ist ein Anime-Film aus dem Jahr 2000 des Animationsstudios Tōei Animation. Es handelt sich um den zweiten von neun Filmen, die zum Digimon-Franchise gehören und um den zweiten Film zur ersten Digimon-Serie Digimon.
Das Werk diente zudem als Vorlage für Hosodas Film Summer Wars von 2009.

## Handlung
Der Film spielt etwa sechs Monate nach den Ereignissen der Anime-Serie Digimon Adventure. Auf Kōshirōs Computer erscheint ein Digiei, aus dem das Digimon Kuramon schlüpft. Es verschwindet ins Internet und beginnt, die dort gespeicherten Daten zu zerstören. So löst es überall in Japan seltsame Ereignisse in Verbindung mit Computern aus. Kōshirō besucht Taichi und bittet ihn um Hilfe. Gemeinsam nehmen sie Kontakt mit ihren Digimon-Partnern in der Digiwelt auf, die sich dann ebenfalls ins Internet begeben, um nach Kuramon zu suchen. Dieses ist aber bereits zu Infermon "digitiert" und hat es geschafft, Zugriff auf die staatlichen Computersysteme zu erlangen. Von dort aus legt es in vielen Städten den Verkehr und die Telefonverbindungen lahm.
Taichi und Kōshirō versuchen, ihre Freunde zu benachrichtigen, doch Sora hört nicht auf Taichi, da sie wegen eines Kommentares über ihre Haare wütend auf ihn ist, und die anderen Digiritter sind nicht erreichbar. Lediglich Yamato und Takeru wollen helfen, haben aber keinen Computer in der Nähe. Währenddessen kommt es zum ersten Aufeinandertreffen von Infermon und den Digimon der Kinder. Dabei scheinen die Kinder zunächst sogar gegen das Internet-Digimon gewinnen zu können, das sich zwischenzeitlich zu Diablomon (Diaboromon) weiterentwickelt hat, doch die vielen E-Mail-Anfragen von Kindern aus aller Welt, die vom Kampf erfahren haben, stören die Verbindung und plötzlich stürzt der Computer von Susumu Yagami (Taichis Vater) ab, sodass Taichi seinem Partner nicht helfen kann und Diablomon entkommt.
Kurz darauf erhält Kōshirō eine Nachricht von Diablomon, in der es ihn nach der Uhrzeit fragt. Infolgedessen startet Diablomon einen Timer von 10 Minuten und beginnt sich zu vervielfachen. Kōshirō erfährt, dass vom Verteidigungsministerium der Vereinigten Staaten aus eine Atomrakete auf Tokio gestartet wurde, die nach Ablauf des Countdowns einschlägt. Allerdings kann der Sprengkopf durch die Vernichtung Diablomons deaktiviert werden. Taichis und Yamatos Digimon finden nach Ablauf der ersten Minuten des Countdowns Diablomon wieder, dieses hat sich aber bereits so oft geteilt, dass es zehntausende Kopien gibt. Taichi will Agumon um jeden Preis beistehen und gelangt so mit seinem Körper durch seinen Computer ins Internet. Neben sich sieht er Yamato, der einen Computer finden konnte und ebenfalls zu seinem Partner fliegt.
Durch eine Jogress-Evolution (DNA-Digitation) gelingt es den Mega-Level-Varianten von Agumon und Gabumon sich miteinander zum Heiligen-Ritter-Digimon Omegamon (Omnimon) zu vereinen, das alle Diablomon-Klone auslöschen kann. Das einzige überlebende Diablomon ist jedoch zu wendig und kann den Attacken von Omegamon ausweichen. In den letzten Sekunden des Countdowns kommt Kōshirō auf die Idee, einfach sämtliche der weiterhin pausenlos ankommenden E-Mails an Diablomon weiterzuleiten. So wird dieses verlangsamt und bleibt schließlich stehen. In letzter Sekunde besiegt Omegamon Diablomon und entschärft die Atomrakete. Diese schlägt neben Soras Haus im Wasser auf, die im selben Moment eine Nachricht von Taichi erhält, in der er sich für seinen Kommentar entschuldigt.

## Produktion und Veröffentlichungen
Der Film wurde im Jahr 2000 vom Studio Tōei Animation unter der Regie von Mamoru Hosoda produziert. Das Charakterdesign stammt von Hisashi Nakayama. Zusammen mit dem Anime-Film One Piece – Der Film kam Digimon Adventure – Bokura no War Game im Rahmen der Tōei Spring Anime Fair 2000 am 4. März 2000 in die japanischen Kinos und spielte etwa 2,16 Milliarden Yen ein.
Digimon Adventure – Bokura no War Game erschien in Japan am 14. Juli 2000 als Verleihversion (Code: VRTM-02583) für 10185 Yen, und am 21. November 2000 als Kaufversion (Code: VCTM-02583) für 2940 Yen auf VHS. Die DVD-Auflage wurde zusammen mit dem Vorgänger-Film Digimon Adventure auf einer Disk am 13. Oktober 2000 als Verleihmedium (Code: DRTD-02003) für 8400 Yen, und am 21. Januar 2001 als Kaufmedium (Code: DSTD-02003) für 4725 Yen veröffentlicht. Als Bonusmaterial auf der DVD findet man ein Interview mit Regisseur Mamoru Hosoda, einen Blick hinter die Kulissen, Trailers und Werbespots.
Der Film wurde vom ehemaligen US-amerikanischen Synchronstudio Saban Entertainment mit dem Vorgänger-Film und dem Nachfolger Digimon Adventure 02 – Zenpen: Digimon Hurricane Jōriku – Kōhen: Chōzetsu Shinka!! Ōgon no Digimental zusammengeschnitten. Dabei wurde die Handlung des zweiten Tails deutlich stärker verfälscht als die des Ersten. Der dabei entstandene Film, welcher außerhalb Asiens von 20th Century Fox und Fox Kids vertrieben wurde, lief unter dem Titel Digimon: The Movie. Dieser Zusammenschnitt kam am 6. Oktober 2000 in die nordamerikanischen Kinos. Die geschnittene Fassung wurde ins Deutsche übersetzt und kam unter dem Titel Digimon – Der Film am 8. März 2001 in die deutschen Kinos und am 12. April 2001 in den Kinos der deutschsprachigen Region der Schweiz.

## Synchronisation
| Rolle           | Japanischer Sprecher (Seiyū) |
| --------------- | ---------------------------- |
| Taichi Yagami   | Toshiko Fujita               |
| Kōshirō Izumi   | Umi Tenjin                   |
| Yamato Ishida   | Yūto Kazama                  |
| Takeru Takaishi | Hiroko Konishi               |
| Sora Takenōchi  | Yūko Mizutani                |
| Hikari Yagami   | Kae Araki                    |
| Yūko Yagami     | Yūko Mizutani                |
| Agumon          | Chika Sakamoto               |
| Gabumon         | Mayumi Yamaguchi             |
| Tentomon        | Takahiro Sakurai             |
| Patamon         | Miwa Matsumoto               |

## Musik
Ein Teil der im Film verwendeten Musik stammt aus der Animeserie Digimon.
Für den Vorspann des Films wurde der etwa 98-sekündige Digimon-Vorspanntitel Butter-Fly von Kōji Wada verwendet.
Als Abspann verwendete man eine 111-sekündige „Gekijō Size“ Version vom Lied Sakuhin No. 2 "Haru" I Chōchō ~Bokura no War Game!~, welches von Ai Maeda alias AiM gesungen wurde. Komposition und Arrangement stammten von Ayumi Miyazaki. Den dazugehörigen Text schrieb Namika.
Die Hintergrundmusik zum Film ist auf den Tonspuren 24 bis 31 des Albums Digimon Adventure 02 Uta to Ongaku Shū Ver.1 (Code: NECA-30024) zu finden.